# 27 сватби
„27 сватби“ (на английски: 27 Dresses) е американска романтична комедия от 2008 г. на режисьора Ан Флечър, по сценарий на Алин Брош Маккена. Главните роли се изпълняват от Катрин Хайгъл и Джеймс Марсдън. Филмът е пуснат на 10 януари 2008 г. в Австралия, и в Съединените щати на 18 януари.

## Актьорски състав
| Актьор          | Роля                   |
| --------------- | ---------------------- |
| Катрин Хайгъл   | Джейн Никълс           |
| Пейтън Лист     | Джейн Никълс като дете |
| Джеймс Марсдън  | Кевин Малкълм Дойл     |
| Малин Акерман   | Тес Никълс             |
| Чарли Барсена   | Тес Никълс като дете   |
| Джейн Пфич      | Братовчедката Лиса     |
| Едуард Бърнс    | Джордж                 |
| Джуди Гриър     | Кейси                  |
| Мелора Хардин   | Морийн                 |
| Майкъл Зигфийлд | Калийл                 |
| Браян Керуин    | Хал Никълс             |
| Маулик Панчоли  | Трент                  |
| Дейвид Кастро   | Педро                  |
| Кристен Ритър   | Джина                  |
| Роналд Гутман   | Антоан                 |

## Продукция
Снимките започват на 10 май 2007 г. Филмът е заснет в щата Роуд Айланд, в именията на Роузклиф и Марбъл Хаус. Две седмици снимки се правят и в Ню Йорк Сити.

## В България
В България филмът е пуснат на 4 април 2008 г. от Александра Филмс.
На 15 декември 2008 г. е издаден на DVD от А Плюс Филмс.
На 17 август 2013 г. е излъчен по bTV с български дублаж. Екипът се състои от:
| Озвучаващи артисти  | Елена Русалиева Радосвета Василева Ева Демирева Радослав Рачев Здравко Методиев |
| Преводач            | Луиза Топузян                                                                   |
| Тонрежисьор         | Галина Наумова                                                                  |
| Режисьор на дублажа | Чавдар Монов                                                                    |